# 타키스 피사스
파나요티스 "타키스" 피사스(그리스어: Παναγιώτης "Τάκης" Φύσσας, 1973년 6월 12일, 아테네 ~)는 은퇴한 그리스의 국가대표 축구 선수로, 수비수로 활약했었다. 현재, 그는 그리스 축구 협회의 기술 디렉터이다.
1999년부터 2007년 사이, 그는 60차례 그리스 국제경기에 출전했다. 그는 UEFA 유로 2004의 주역으로, 토너먼트의 팀에 선정되기도 했다.

## 클럽 경력

### 파니오니오스
피사스는 파니오니오스 유소년 아카데미에서 축구를 시작하였고, 1990-91 시즌, 1군 데뷔를 했다. 8시즌 동안 네아스미르니 연고의 클럽에서 활약하면서, 그는 한 차례 그리스 컵 우승을 거두었다.

### 파나티나이코스
1998년, 그는 아테네 거함 파나티나이코스와 계약했다. 피사스는 스피로스 루이스에서 더 많은 출전 시간을 확보하면서 그리스 국가대표팀 입성이 보장되었고, 1999년, 핀란드전에서 데뷔했다. 피사스는 2000-01 시즌에 초록 군단 (Οι Πράσινοι) 소속으로 첫 UEFA 챔피언스리그에 출전했다.

### 벤피카
2003년 12월, 그는 리스본의 벤피카로 이적해 1시즌 반을 머물렀고, 독수리 군단 (As Águias) 이 2003-04 시즌에 타사 드 포르투갈을 2004-05 시즌에 리그를 우승하게 도왔다. 2004년 1월 25일, 그는 1-0으로 이긴 비토리아전에서 벤치를 지켰고, 경기에서 팀동료인 페헤르 미클로시가 급사하는 일이 일었났다. 같은 시즌, 그는 포르투와의 타사 드 포르투갈 결승전에서 골을 넣었다.

### 하츠
2005년 여름, 벤피카로부터의 이적이 허용된 후, 피사스는 잉글랜드와 독일 클럽들의 관심에도 불구하고 스코틀랜드의 하츠로 깜짝 이적하였다. 그는 타인캐슬 연고 클럽 소속으로 2005-06 시즌에 스코틀랜드 컵 결승전에서 그레트나를 꺾고, 자신의 네번째 우승 트로피를 수집했다. 그의 하츠 1호골이자 유일한 득점 기록은 2006년 12월 9일, 머더웰전에서 나왔다. 그는 팀이 UEFA 챔피언스리그 진출 후의 세레머니로 회자되어 하츠의 인기 선수가 되었다. 그는 2006-07 시즌에 에든버러 연고 클럽을 떠나 파나티나이코스로 복귀했다.

### 파나티나이코스
파나티나이코스 2기에, 그는 몇 경기에 출전하는데 그쳤고, 조용히 축구계에서 은퇴했다.

## 국가대표팀 경력
피사스는 그리스 국가대표팀 경기에 60번 출전해 4골을 득점했다. 그는 그리스가 포르투갈에서 열린 UEFA 유로 2004에서 우승하는데 주역으로 활약한 선수들 중 한명으로, 대회 전 1대100의 아웃사이더였던 그리스가 우승해 축구계를 놀라게 했다. 그는 이후, 토너먼트의 팀 일원으로 선정되었다.

## 은퇴 후
피사스는 은퇴 후, 그리스 국가대표팀 코칭스태프가 되어 2010년 FIFA 월드컵 당시 오토 레하겔을 보좌했고, 레하겔이 2010년에 은퇴하자 페르난두 산투스 후임 감독을 보좌했다.

## 수상

### 클럽
파니오니오스
- 그리스 컵: 1997-98

파나티나이코스
- 수페르리가 엘라다: 2003-04
- 그리스 컵: 2003-04

벤피카
- 프리메이라리가: 2004–05
- 타사 드 포르투갈: 2003–04

하츠
- 스코틀랜드 컵: 2005-06

### 국가대표팀
- UEFA 유럽 축구 선수권 대회: 2004

## 경력 통계
| 클럽 경력  | 클럽 경력      | 클럽 경력      | 리그 | 리그 | 컵               | 컵               | 리그컵       | 리그컵       | 대륙 | 대륙 | 합계 | 합계 |
| 시즌       | 클럽           | 리그           | 출장 | 골   | 출장             | 골               | 출장         | 골           | 출장 | 골   | 출장 | 골   |
| 그리스     | 그리스         | 그리스         | 리그 | 리그 | 그리스 컵        | 그리스 컵        | 리그컵       | 리그컵       | 유럽 | 유럽 | 합계 | 합계 |
| ---------- | -------------- | -------------- | ---- | ---- | ---------------- | ---------------- | ------------ | ------------ | ---- | ---- | ---- | ---- |
| 1990–91    | 파니오니오스   | 알파 에트니키  | 1    | 0    |                  |                  |              |              |      |      |      |      |
| 1991–92    | 파니오니오스   | 알파 에트니키  | 0    | 0    |                  |                  |              |              |      |      |      |      |
| 1992–93    | 파니오니오스   | 베타 에트니키  | 3    | 0    |                  |                  |              |              |      |      |      |      |
| 1993–94    | 파니오니오스   | 알파 에트니키  | 18   | 2    |                  |                  |              |              |      |      |      |      |
| 1994–95    | 파니오니오스   | 알파 에트니키  | 28   | 0    |                  |                  |              |              |      |      |      |      |
| 1995–96    | 파니오니오스   | 알파 에트니키  | 32   | 3    |                  |                  |              |              |      |      |      |      |
| 1996–97    | 파니오니오스   | 베타 에트니키  | 28   | 0    |                  |                  |              |              |      |      |      |      |
| 1997–98    | 파니오니오스   | 알파 에트니키  | 29   | 1    |                  |                  |              |              |      |      |      |      |
| 1998–99    | 파니오니오스   | 알파 에트니키  | 11   | 3    |                  |                  |              |              |      |      |      |      |
| 1998–99    | 파나티나이코스 | 알파 에트니키  | 18   | 3    |                  |                  |              |              |      |      |      |      |
| 1999–2000  | 파나티나이코스 | 알파 에트니키  | 24   | 0    |                  |                  |              |              |      |      |      |      |
| 2000–01    | 파나티나이코스 | 알파 에트니키  | 25   | 1    |                  |                  |              |              |      |      |      |      |
| 2001–02    | 파나티나이코스 | 알파 에트니키  | 20   | 0    |                  |                  |              |              |      |      |      |      |
| 2002–03    | 파나티나이코스 | 알파 에트니키  | 27   | 0    |                  |                  |              |              |      |      |      |      |
| 2003–04    | 파나티나이코스 | 알파 에트니키  | 9    | 2    |                  |                  |              |              |      |      |      |      |
| 포르투갈   | 포르투갈       | 포르투갈       | 리그 | 리그 | 타사 드 포르투갈 | 타사 드 포르투갈 | 타사 다 리가 | 타사 다 리가 | 유럽 | 유럽 | 합계 | 합계 |
| 2003–04    | 벤피카         | 프리메이라리가 | 14   | 0    |                  |                  |              |              |      |      |      |      |
| 2004–05    | 벤피카         | 프리메이라리가 | 16   | 0    |                  |                  |              |              |      |      |      |      |
| 스코틀랜드 | 스코틀랜드     | 스코틀랜드     | 리그 | 리그 | 스코틀랜드 컵    | 스코틀랜드 컵    | 리그컵       | 리그컵       | 유럽 | 유럽 | 합계 | 합계 |
| 2005–06    | 하츠           | 프리미어리그   | 32   | 0    |                  |                  |              |              |      |      |      |      |
| 2006–07    | 하츠           | 프리미어리그   | 21   | 1    |                  |                  |              |              |      |      |      |      |
| 그리스     | 그리스         | 그리스         | 리그 | 리그 | 그리스 컵        | 그리스 컵        | 리그컵       | 리그컵       | 유럽 | 유럽 | 합계 | 합계 |
| 2007–08    | 파나티나이코스 | 수페르리가     | 7    | 0    |                  |                  |              |              |      |      |      |      |
| 합계       | 그리스         | 그리스         | 280  | 15   |                  |                  |              |              |      |      |      |      |
| 합계       | 포르투갈       | 포르투갈       | 30   | 0    |                  |                  |              |              |      |      |      |      |
| 합계       | 스코틀랜드     | 스코틀랜드     | 53   | 1    |                  |                  |              |              |      |      |      |      |
| 경력 합계  | 경력 합계      | 경력 합계      | 363  | 16   |                  |                  |              |              |      |      |      |      |

## 국가대표팀 득점 기록
아래의 점수에서 왼쪽의 점수가 그리스의 점수이다.
| # | 날짜            | 경기장                                           | 상대     | 점수 | 최종결과 | 대회     |
| - | --------------- | ------------------------------------------------ | -------- | ---- | -------- | -------- |
| 1 | 2002년 2월 13일 | 클레안티스 비켈리데스 경기장, 테살로니키, 그리스 | 스웨덴   | 1–1  | 2–2      | 친선경기 |
| 2 | 2002년 5월 15일 | 에트니코 경기장, 로도스, 그리스                  | 키프로스 | 1–1  | 3–1      | 친선경기 |
| 3 | 2002년 5월 15일 | 에트니코 경기장, 로도스, 그리스                  | 키프로스 | 2–1  | 3–1      | 친선경기 |
| 4 | 2003년 1월 29일 | GSZ 경기장, 라르나카, 키프로스                   | 키프로스 | 1–1  | 2–1      | 친선경기 |